# Michele Apicella
Michele Apicella est un personnage de fiction du cinéma italien créé et interprété par le réalisateur et acteur Nanni Moretti. 

## Biographie
Michele Apicella, dont le nom est celui d'Agata Apicella, la mère de Nanni Moretti, est le personnage principal, interprété par lui-même, de cinq des premiers longs métrages du réalisateur et acteur italien. Il est considéré comme une sorte d'alter ego de Moretti,. Il n'est cependant jamais la même personne. Dans chaque film, en effet, il a une vie et une profession différentes, outre son âge qui augmente progressivement. 
Personnage doté d'« autonomie narrative », lié à la figure du soixante-huitard, « Michele Apicella ne coïncide pas avec Nanni Moretti : c'est un personnage de fiction joué par Moretti, auquel le réalisateur fait dire les vérités qu'ils partagent, mais la différence entre les deux est toujours perceptible ». « Par rapport à un moraliste classique, qui jugeait les situations individuelles sur la base d'un présupposé universel, Apicella juge les situations de masse sur la base d'un présupposé qui lui est propre. C'est un moraliste moderne. Il est donc un moraliste idéologique, observateur et méprisant tout autre forme d'existence que la sienne ». « Le nouveau monstre des années 1980, complexe, terrible, vaincu ».
Un antécédent du personnage de Michele Apicella pourrait être l'Antoine Doinel de François Truffaut,. Le personnage de Truffaut est cependant le même de l'adolescence à la maturité. 

## Liste des films
- Dans Je suis un autarcique (tourné en 1976, quand Moretti avait 23 ans), Michele Apicella est un chômeur qui occupe son temps en jouant dans une compagnie de théâtre expérimental.
- Dans Ecce bombo (1978, à 25 ans) il est un étudiant ancien soixante-huitard hors course.
- Dans Sogni d'oro (1981, à 28 ans) c'est un réalisateur en herbe névrotique et frustré par l'incompréhension qu'il rencontre.
- Dans Bianca (1983, à 30 ans) il est un professeur de mathématique obsessionnel et observateur.
- Dans Palombella rossa (1989, à 36 ans) c'est un joueur de water-polo, ex-dirigeant du Parti communiste italien affligé d'une amnésie significative.

Parmi les six premiers films de Nanni Moretti, le seul dans lequel le personnage de Michele Apicella est absent est La messe est finie (1985, à 32 ans), dont le personnage principal est un prêtre, Don Giulio.